# 稲葉大樹 (野球)
稲葉 大樹（いなば ひろき、1984年8月22日 - ）は、東京都江戸川区出身のオイシックス新潟アルビレックス・ベースボール・クラブに所属する日本の元プロ野球選手（内野手）・コーチ。ベースボール・チャレンジ・リーグの創設初年度以来17年にわたって同リーグでプレーを続け、「ミスターBCリーグ」（ミスター独立リーグ）「鉄人」とも称された。

## 来歴
江戸川区立南小岩第二小学校時代は「江戸川リトル」、船橋市立大穴中学校時代は「江戸川ボーイズ」でプレー。
安田学園高等学校から城西大学に進む。大学野球部では、4年生の時に首都大学リーグのベストナインに遊撃手のポジションで選出された。社会人野球チームを持つ九州の企業から内定を得ていたが、卒業を控えて父親が急逝したことから、母親を一人で残せないという理由で辞退し、東京のホテルに就職して横浜市のクラブチーム・横浜ベイブルースでプレーを続けることになった。その折にチームの監督だった江藤省三から「もっと上でやる気はないのか?」と声をかけられる。江藤は、高校の後輩でこの年発足した新潟の監督を務めていた後藤孝志から選手の紹介を依頼されており、その依頼に応じて稲葉に入団を勧めた。稲葉は独立リーグのイメージが抱けず、母の世話もあって躊躇していたが、その母が「もう一度野球で勝負したいなら、行っていいよ」と応諾したことで、シーズン途中の2007年6月に新潟アルビレックス・ベースボール・クラブに入団した。
この年新潟はリーグ最下位と低迷し、中途入団の稲葉にも出番が回った。後藤からは「上（NPB）でできる」という言葉もかけられて翌年以降も残留し、2009年には全試合出場で打率.324を記録したが、プロ野球ドラフト会議で指名されることはなかった。2010年も指名なしに終わって引退を考えていたところ、オフに監督に就任した橋上秀樹が高校の後輩である稲葉（ただし面識はなかった）に「BCリーグのこと全然わからないからお前がいてくれると助かる」という理由で残留を要望し、その言葉に応じて現役を続けることになった。橋上が就任した2011年には、8月に月間打率.647を記録し、リーグの首位打者を獲得する。稲葉は「橋上さんに出会って、配球についてもわかるようになりました。そこからですね。体と頭がうまく合致するようになったのは」と取材に対して述べている。
2015年シーズンからはコーチを兼任。2017年6月11日の対群馬ダイヤモンドペガサス戦で通算800安打、2019年8月8日の対福島レッドホープス戦で通算900安打を、また、2019年7月13日の対栃木ゴールデンブレーブス戦では通算800試合出場を、いずれもリーグで初めて達成した。
2020年の開幕前には、2012年以来遠ざかっている「独立リーグ日本一」（グランドチャンピオンシップ優勝）を達成したい思いがあると報じられた。2020年終了時点では通算安打数はリーグトップだった。しかし、2021年シーズン終了時では群馬ダイヤモンドペガサスの井野口祐介に逆転されている（稲葉933本、井野口934本）。2021年シーズン終了後に監督の橋上は、2022年シーズンはコーチの負担を減らして、リーグ初の通算1000本安打を達成させたいと述べた。2022年8月31日の対福島レッドホープス戦で、リーグ史上初となる通算900試合出場を達成した。
2023年シーズン開幕前には、出場機会が減る中でもあと50本となった通算1000本安打と、チームのリーグ優勝・独立リーグ日本一を達成したい思いを、改めて取材に対して述べている。しかし4月6日に練習生契約に変更となり、開幕登録外となった。開幕から約3週間後の4月28日に契約選手に復帰した。リーグ通算1000本安打は井野口が8月19日に先に達成した。
2024年は新潟がイースタン・リーグ所属となったため、稲葉が新潟在籍の状態でBCリーグの通算記録を更新することはなくなり、リーグでの通算1000本安打には届かなかった。シーズン開幕後、代打で出場した4月10日の読売ジャイアンツ戦で京本眞からイ・リーグ初安打を記録した。この年は当初、NPB球団と対戦するための練習量を増やす目的でコーチ職を外れ選手に専念していたが、シーズン途中の8月9日に選手兼任で野手コーチに再度就任した。この年のイースタン・リーグでの打撃成績は31試合に出場して37打数8安打2打点、打率.216だった。ウェブサイト「新潟野球ドットコム」は取材に基づいて11月1日に稲葉が今シーズン限りで現役引退の意向を固めたと報じ、11月3日に球団から正式に今シーズン限りでの現役引退が発表された（コーチ職の去就については未発表）。11月5日にチームの年間報告会見に合わせて引退記者会見を開いた。球団には残留する予定と報じられていた。12月12日に改めて専任野手コーチへの就任が発表され、背番号は「73」に変更となった。
2025年3月22日のホーム開幕戦では試合後に引退セレモニーが行われた。球団が用意した現役時代の背番号「2」のユニフォームを着用し、チームメート、スタッフらに胴上げされた。

## 人物
新潟でともにプレーしたことのあるダリル・ジョージ（のちにオリックス・バファローズ育成選手、野球オーストラリア代表）は、2024年に稲葉の引退を伝えられた際に「とにかくいつも笑っていたね。練習の時もいつもジョークを交わして楽しかった。本当にいい人だったよ」とコメントするとともに、野球に対しては一貫性を持っていたと述べた。

## 詳細情報

### BCリーグでの年度別打撃成績
出典はリーグウェブサイトの年度別個人打撃成績。
| 年 度      | 球 団      | 試 合 | 打 数 | 得 点 | 安 打 | 二 塁 打 | 三 塁 打 | 本 塁 打 | 打 点 | 三 振 | 四 球 | 死 球 | 犠 打 | 犠 飛 | 盗 塁 | 併 殺 打 | 打 率 | 出 塁 率 | 長 打 率 | O P S |
| ---------- | ---------- | ----- | ----- | ----- | ----- | -------- | -------- | -------- | ----- | ----- | ----- | ----- | ----- | ----- | ----- | -------- | ----- | -------- | -------- | ----- |
| 2007       | 新潟       | 46    | 160   | 23    | 34    | 3        | 1        | 0        | 8     | 14    | 15    | 7     | 4     | 2     | 5     | 4        | .213  | .304     | .244     | .548  |
| 2008       | 新潟       | 69    | 219   | 21    | 66    | 11       | 5        | 1        | 28    | 15    | 9     | 11    | 11    | 4     | 3     | 1        | .301  | .354     | .411     | .765  |
| 2009       | 新潟       | 72    | 272   | 35    | 88    | 8        | 5        | 0        | 27    | 20    | 13    | 7     | 11    | 4     | 5     | 5        | .324  | .365     | .390     | .755  |
| 2010       | 新潟       | 69    | 278   | 42    | 82    | 8        | 2        | 2        | 22    | 14    | 16    | 3     | 3     | 0     | 15    | 3        | .295  | .340     | .360     | .700  |
| 2011       | 新潟       | 72    | 270   | 42    | 100   | 10       | 4        | 1        | 37    | 12    | 15    | 9     | 8     | 0     | 12    | 2        | .370  | .422     | .448     | .870  |
| 2012       | 新潟       | 69    | 267   | 47    | 88    | 14       | 2        | 0        | 39    | 19    | 29    | 6     | 0     | 3     | 9     | 1        | .330  | .403     | .397     | .800  |
| 2013       | 新潟       | 72    | 290   | 44    | 100   | 7        | 6        | 0        | 31    | 28    | 25    | 4     | 6     | 3     | 5     | 4        | .345  | .401     | .410     | .811  |
| 2014       | 新潟       | 70    | 256   | 37    | 80    | 9        | 2        | 0        | 33    | 22    | 26    | 5     | 11    | 1     | 7     | 5        | .313  | .385     | .363     | .749  |
| 2015       | 新潟       | 69    | 237   | 41    | 75    | 9        | 3        | 0        | 30    | 12    | 34    | 6     | 10    | 5     | 6     | 3        | .316  | .408     | .380     | .788  |
| 2016       | 新潟       | 53    | 147   | 24    | 55    | 7        | 2        | 1        | 19    | 7     | 15    | 3     | 4     | 1     | 4     | 5        | .374  | .440     | .469     | .909  |
| 2017       | 新潟       | 68    | 243   | 34    | 73    | 7        | 2        | 0        | 21    | 17    | 23    | 9     | 11    | 2     | 3     | 8        | .300  | .379     | .346     | .725  |
| 2018       | 新潟       | 50    | 143   | 25    | 37    | 6        | 1        | 2        | 23    | 20    | 23    | 3     | 6     | 1     | 1     | 1        | .259  | .371     | .357     | .727  |
| 2019       | 新潟       | 38    | 92    | 6     | 26    | 4        | 0        | 0        | 12    | 7     | 8     | 3     | 0     | 2     | 0     | 4        | .283  | .352     | .326     | .678  |
| 2020       | 新潟       | 22    | 47    | 4     | 8     | 0        | 0        | 0        | 6     | 3     | 5     | 2     | 0     | 1     | 0     | 0        | .170  | .273     | .170     | .443  |
| 2021       | 新潟       | 36    | 78    | 10    | 21    | 2        | 1        | 0        | 10    | 4     | 16    | 0     | 0     | 0     | 0     | 4        | .269  | .394     | .321     | .715  |
| 2022       | 新潟       | 30    | 76    | 10    | 17    | 1        | 1        | 1        | 2     | 1     | 12    | 2     | 1     | 0     | 0     | 0        | .224  | .344     | .303     | .647  |
| 2023       | 新潟       | 28    | 41    | 3     | 8     | 1        | 1        | 0        | 4     | 4     | 5     | 2     | 0     | 0     | 0     | 1        | .195  | .312     | .268     | .580  |
| 通算：17年 | 通算：17年 | 933   | 3116  | 448   | 958   | 107      | 38       | 8        | 352   | 219   | 289   | 82    | 86    | 29    | 75    | 51       | .307  | .378     | .374     | .752  |

- 2023年シーズン終了時
- 各年度と通算の赤太字はリーグ歴代最高、太字はリーグ最高

### タイトル
- 首位打者：1回（2011年）

### 表彰
- シーズンMVP：1回（2011年）
- 前期MVP：1回（2012年）
- 後期MVP：2回（2011年、2013年）
- ベストナイン：5回（三塁手部門：2008年、2011年、2013年、2014年、二塁手部門：2017年）
- 月間MVP：5回（2009年8月、2011年8月、2012年4月、5月、2013年8月）

### 背番号
- 26（2007年 - 2008年）
- 2 （2009年 - 2024年）
- 73（2025年 - ）